# David Shepherd Nivison
David Shepherd Nivison, född 17 januari 1923 i Farmingdale, Maine, död 16 oktober 2014 i Los Altos, San Francisco, var en amerikansk sinologiprofessor. Nivison undervisade vid Stanford University från 1948 till 1988 på avdelningarna för filosofi, östasiatiska språk och kulturer och religionsvetenskap.